# San Pietro in Gessate
San Pietro in Gessate ist eine römisch-katholische Kirche in Mailand, die aus dem 15. Jahrhundert stammt und ein Beispiel für die Architektur der lombardischen Renaissance des 15. Jahrhunderts ist.

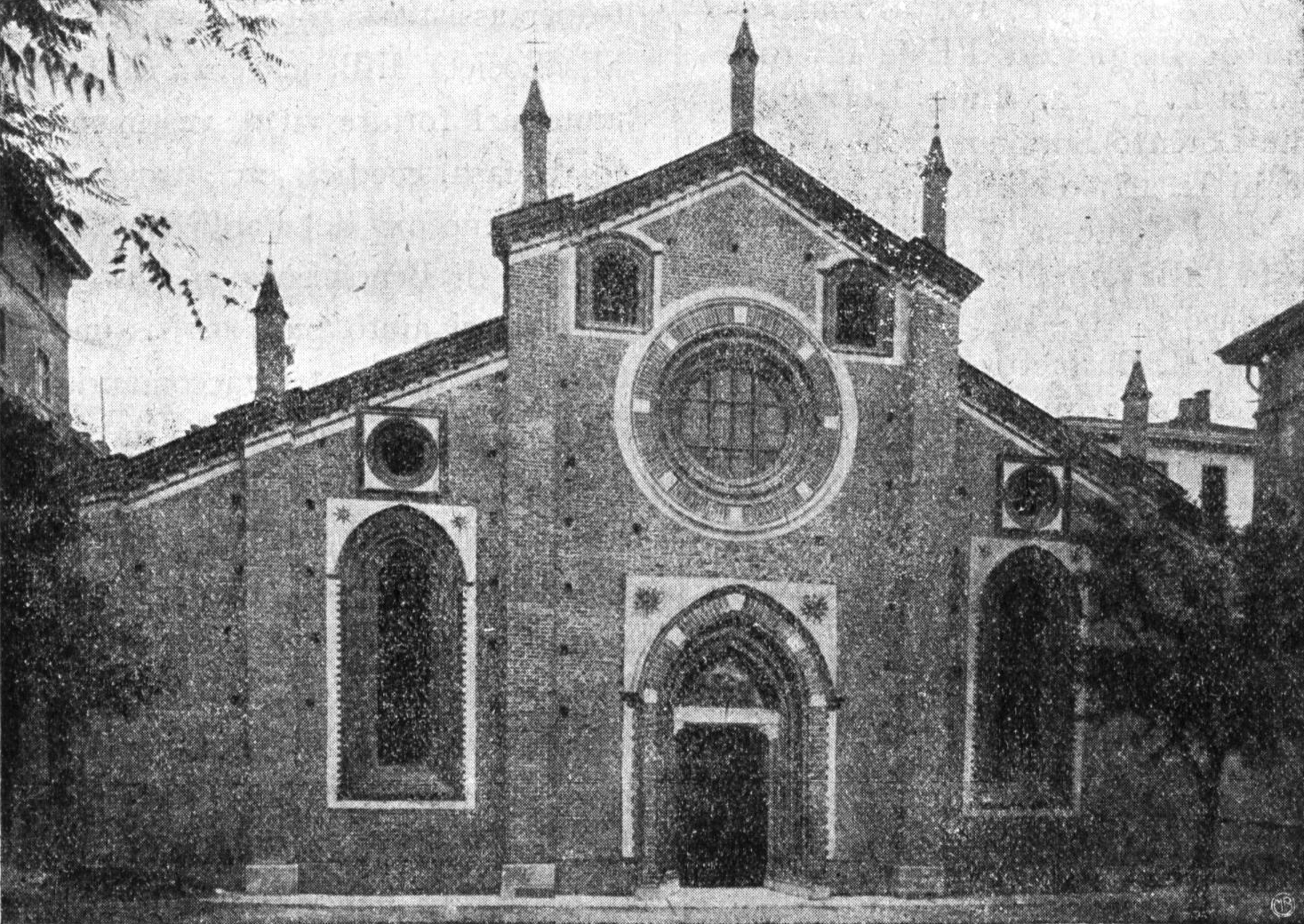
Fassade mit Portal im lombardischen Stil nach der Restaurierung von 1912 des Architekten Diego Brioschi

## Geschichte
Die frühesten erhaltenen Hinweise auf die Kirche stammen aus dem 13. Jahrhundert, als eine mit dem Doppelpatrozinium der Heiligen Petrus und Paulus versehene Kirche in Glaxiate erwähnt wird, die von den Humiliaten geleitet wurde. Die heutige Kirche wurde um 1460 auf Betreiben der Brüder Portinari erbaut, die Inhaber der Mailänder Niederlassung der Banco Mediceo waren und auch die berühmte Kapelle im Sant’Eustorgio finanzierten, die ihren Namen trägt und eines der größten Meisterwerke der Renaissance in Mailand darstellt. Der Entwurf der Kirche, über den wir keine gesicherten Informationen haben, wird einhellig Guiniforte Solari zugeschrieben, der in denselben Jahren die Baustellen der Ospedale Maggiore und der Kirche Santa Maria delle Grazie leitete. Die Ähnlichkeiten mit der letzteren sind bemerkenswert: ähnliche architektonische Anordnung und das Innere mit drei Schiffen, die durch Spitzbögen geteilt sind, die von Granitsäulen gestützt werden und von Kreuzgewölben bedeckt sind.
Im 16. Jahrhundert wurde die Apsis verlängert, und im 17. Jahrhundert wurden barocke Verzierungen hinzugefügt, die später entfernt wurden. Im späten 19. und frühen 20. Jahrhundert wurden weitere Restaurierungen vorgenommen. Bei den Bombenangriffen von 1943, die das Zentrum von Mailand zerstörten, wurden erhebliche Schäden verursacht. Insbesondere wurden alle Kapellen des rechten Seitenschiffs und das angrenzende Kloster zerstört oder schwer beschädigt. Letzteres war nach der von Maria Theresia von Österreich angeordneten Aufhebung der Mönchsorden ab 1770 geschlossen worden und wurde zum Sitz des städtischen Waisenhauses für Jungen (bekannt als Martinitt). Seit 1945 beherbergt es das Staatliche Wissenschaftsgymnasium Leonardo da Vinci, das ab 1954 durch Ernesto Rapisardi unter Beibehaltung des historischen Kreuzgangs umgebaut wurde.

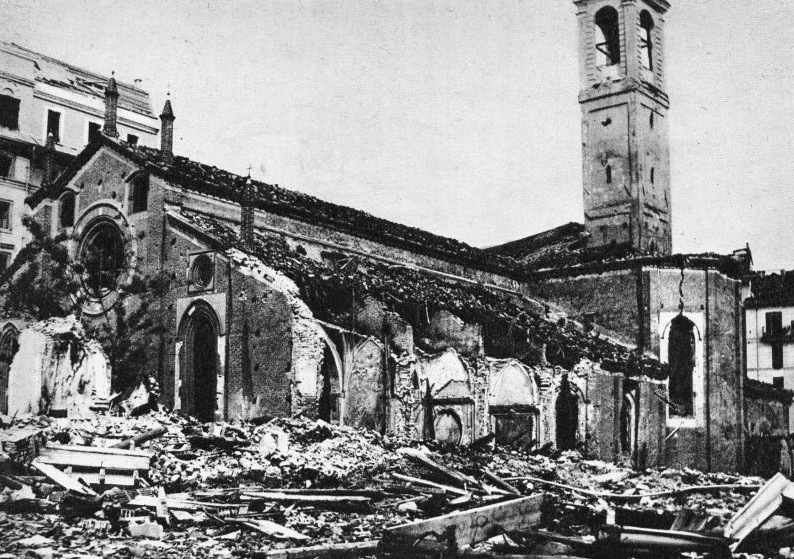
Die Kirche nach der Bombardierung im Jahr 1943

## Beschreibung

### Architektur

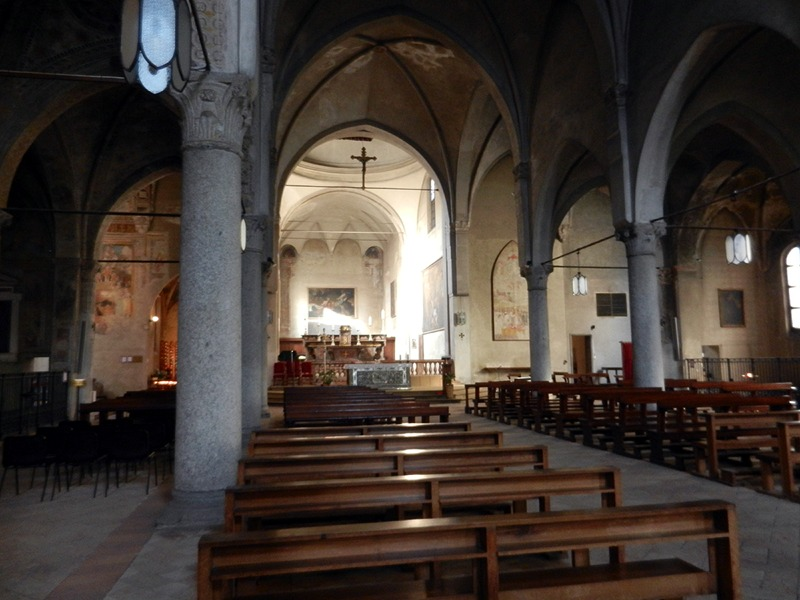
Kircheninnenraum

Die Architektur geht auf Guiniforte Solari oder seinen Sohn Pietro Antonio zurück und gliedert sich in drei Kirchenschiffen mit Jochen mit quadratischem Grundriss, die von spitzbogigen Kreuzgewölben überdacht werden, flankiert von zwei Kapellenreihen mit polygonalen Enden. Der Kreuzgang weist Säulen mit Kapitellen dorischer Ordnung auf, die nicht klassisch sind und denen an der Fassade des Landriani-Palastes und an den Seiten der Kirche Santa Maria presso San Celso ähneln, wo der Rat von Giovanni Antonio Amadeo bezeugt ist. Die Stützen der Kirchenschiffe bestehen nicht aus den gebündelten Säulen der gotischen Tradition, sondern aus korinthischen Granitsäulen, dem einzigen Zugeständnis an die stilistischen Merkmale des florentinischen Humanismus und der Architektur von Filippo Brunelleschi, die durch den Einfluss von Filarete auf den jungen Amadeo vermittelt wurden.

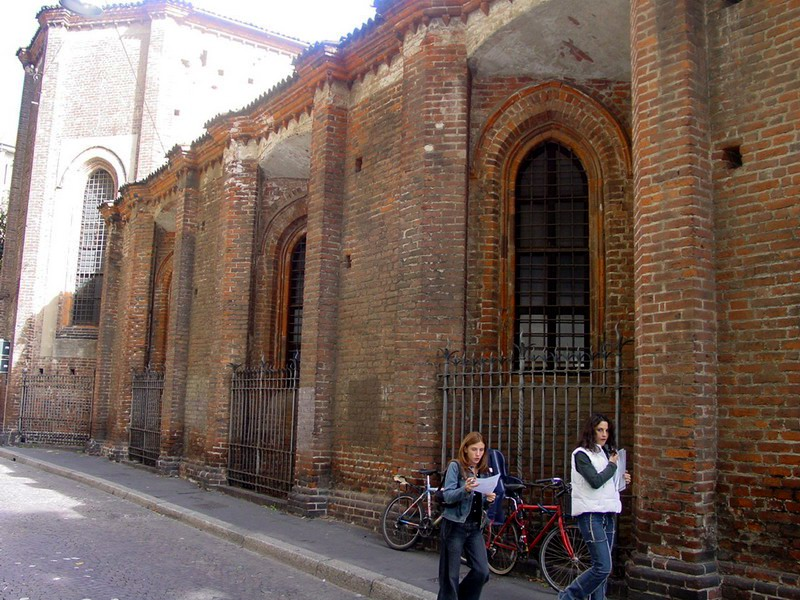
Linke Seite

Die heutige Fassade weist die typischen Merkmale einer Giebelfassade mit Terrakotta-Verzierungen auf, die für die Lombardische Renaissance charakteristisch sind. Ihr heutiges Aussehen verdankt sie der letzten Restaurierung, die 1912 von Architekt Diego Brioschi durchgeführt wurde. Sie ist durch Strebepfeiler in fünf Sektoren unterteilt, zu denen sich Opaion und einbogige Fenster öffnen. Das einzige Element aus der Barockzeit, das bei der Restaurierung nicht entfernt wurde, ist das zentrale Steinportal aus dem frühen 18. Jahrhundert.

### Bildliche Dekoration
Die Kirche beherbergt auch einige bedeutende malerische Werke der Lombardischen Renaissance, wie einige Kapellen mit Fresken von Donato Montorfano und vor allem die Grifi-Kapelle, mit den spektakulären Storie di Sant’Ambrogio von Bernardino Butinone und Bernardo Zenale geschmückt, nachdem der Auftraggeber vergeblich Kontakt zu Brescia und Vincenzo Foppa aufgenommen hatte. Für dieselbe Kirche hatte Foppa in den frühen Jahren des 16. Jahrhunderts eine schöne Kreuzabnahme geschaffen, die später vom Kaiser-Friedrich-Museum in Berlin erworben und im Zweiten Weltkrieg zerstört wurde. Stattdessen befindet sich im Querschiff ein wunderschönes, zerrissenes Fresko von Bergognone mit dem Begräbnis des heiligen Martin aus dem Jahr 1514, das sich jedoch in einem prekären Erhaltungszustand befindet. Das Gemälde zeigt die wundersame Erscheinung des heiligen Ambrosius, der während der Messe am Bett des heiligen Martin von Tours abwesend war.

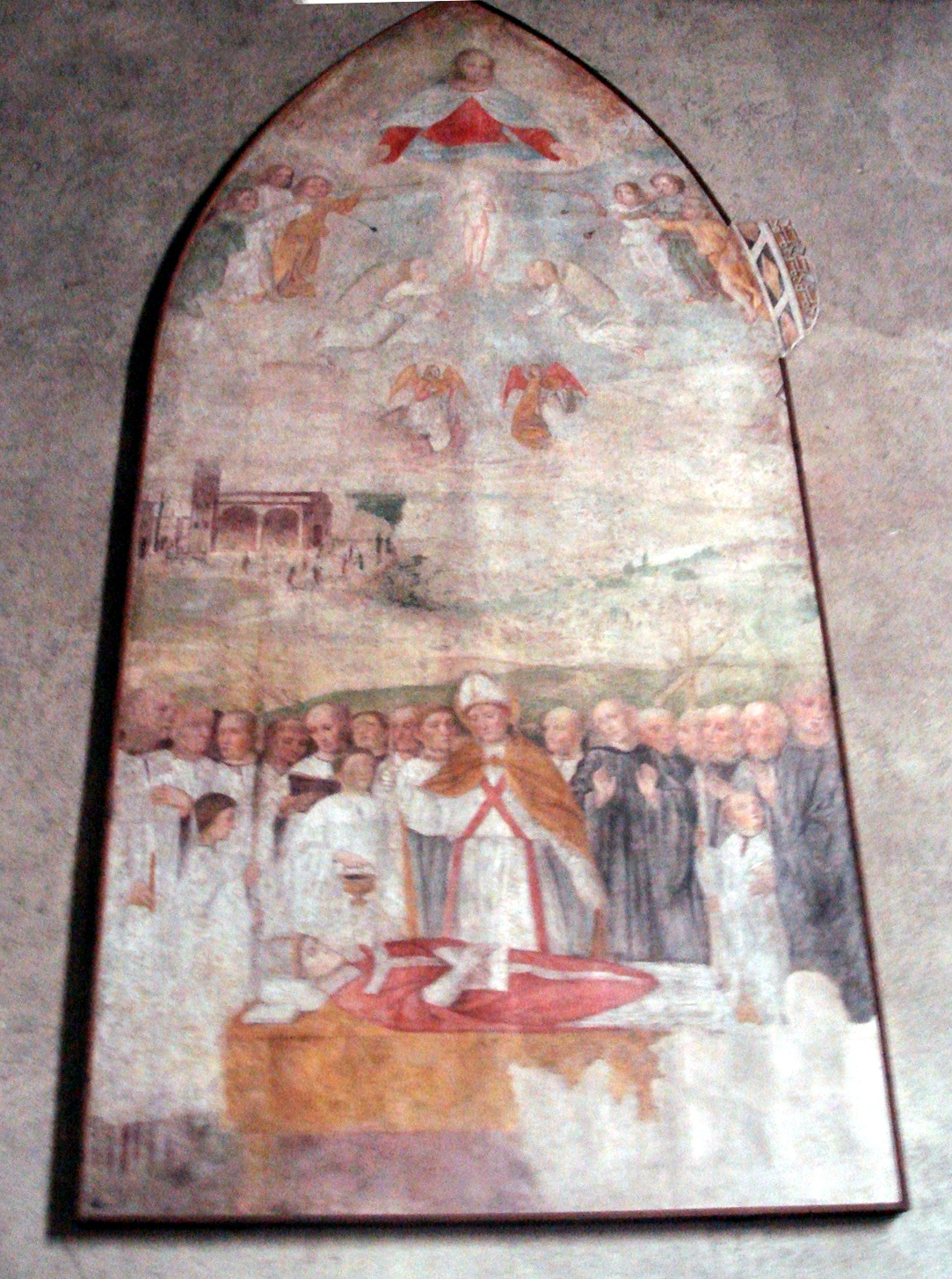
Bergognone (zugeschrieben), Das Begräbnis des heiligen Martin, rechtes Querschiff

#### Kapelle der Jungfrau
Die zweite Kapelle im linken Seitenschiff wird wegen des Freskenzyklus, der sie schmückt, Kapelle der Jungfrau genannt. Die Fresken wurden von Kanonikus Leonardo Della Serrata im Jahr 1486 in Auftrag gegeben. Über die Urheberschaft des Zyklus streiten sich die Gelehrten noch immer. Die heute sichtbaren Werke sind: an der rechten Wand die Hochzeit der Jungfrau; davor der Durchgang der Jungfrau; in der Lünette darüber Christus zwischen Engeln und den Heiligen Petrus und Paulus; an der Mittelwand in der Lünette die Verkündigung; darunter Fragmente einer Anbetung der Heiligen Drei Könige; im Unterbogen die Heiligen; auf dem Gewölbe die Heiligen. Die letztgenannten Darstellungen werden Agostino De’ Mottis zugeschrieben.

#### Kapelle des heiligen Antonius oder Obiano-Kapelle
Die dritte Kapelle im linken Seitenschiff ist dem heiligen Antonius gewidmet, dem Protagonisten der Fresken, die sie schmücken. Sie ist auch als Obiano-Kapelle bekannt, nach dem Namen des Auftraggebers, der Mitte des 15. Jahrhunderts die Ausschmückung der Kapelle in Auftrag gab und 1464 dort begraben wurde. Die gesamte Ausstattung der Kapelle ist seit ihrer Fertigstellung Ende des 15. Jahrhunderts ohne wesentliche Veränderungen überliefert. Sie besteht aus einer Freskendekoration, die die Wände und das Gewölbe vollständig bedeckt, und einem Altarbild auf Leinwand, das die Struktur eines Polyptychons simuliert und vollständig von Donato Montorfano stammt. Finanziert wurde es von Mariotto Obiano aus Perugia, einem Freund des Herzogs Francesco I. Sforza, und seiner Frau Antonia Michelotti, die im Inneren des Altarbildes in den beiden Nischen der ersten Ebene in Anbetung der Jungfrau kniend dargestellt sind, Mariotto Obiano links mit dem heiligen Benedikt, seine Frau rechts mit ihrem Namensvetter, dem heiligen Antonius. In der Mitte des Altarbildes befindet sich die thronende Jungfrau und darüber eine Pieta zwischen den Heiligen Rochus und Sebastian. Die Anwesenheit der beiden Heiligen, die gegen die Pest angerufen werden, ist wahrscheinlich auf die Epidemie zurückzuführen, die im Jahr 1485 ausbrach, also in den Jahren, als die Kapelle eingerichtet wurde. Alle Figuren sind in einer Loggia im Renaissance-Stil untergebracht, die den Blick auf eine ländliche Landschaft im Hintergrund freigibt.
An den Seitenwänden täuschen die Gemälde Öffnungen zu einer Landschaft mit Episoden aus dem Leben des Heiligen vor. Auf jeder der beiden Tafeln sind mehrere Episoden aus seinem Leben gleichzeitig dargestellt, vor dem Hintergrund einer zerklüfteten Felslandschaft, die von Burgen und imaginären Städten bevölkert ist, die auch in Montorfanos berühmtestem Werk, der Kreuzigung im Refektorium der Kirche Santa Maria delle Grazie vor dem Abendmahl von Leonardo da Vinci, wiederkehren. In den Lünetten darüber und in den Oculi, die das Gewölbe der Kapelle schmücken, sind benediktinische Heilige und Engel vor dem Hintergrund eines blauen, wolkenverhangenen Himmels abgebildet. Im Großen und Ganzen wird die Dekoration von Kritikern um 1485 datiert, basierend auf stilistischen Übereinstimmungen mit zeitgenössischen Werken von Vincenzo Foppa, Bergognone und Bernardino Butinone, die die Hauptvorbilder sind.

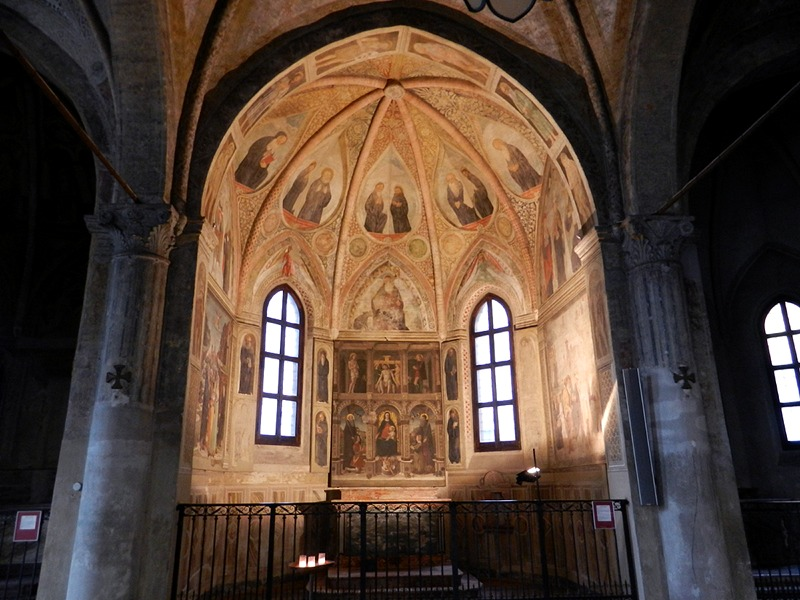
Cappella Obiano, Übersicht
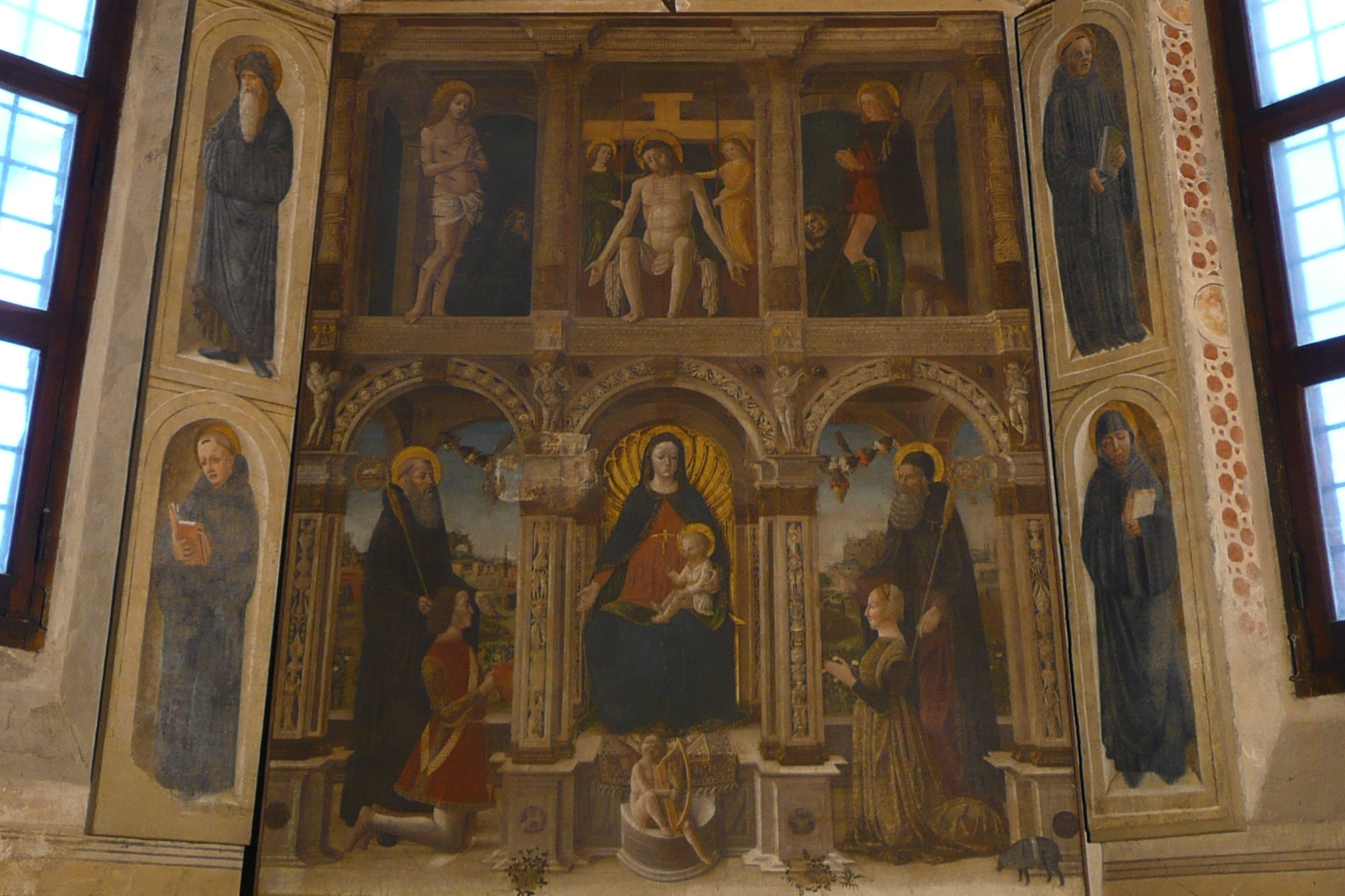
Donato Montorfano, Altarretabel, Cappella Obiano
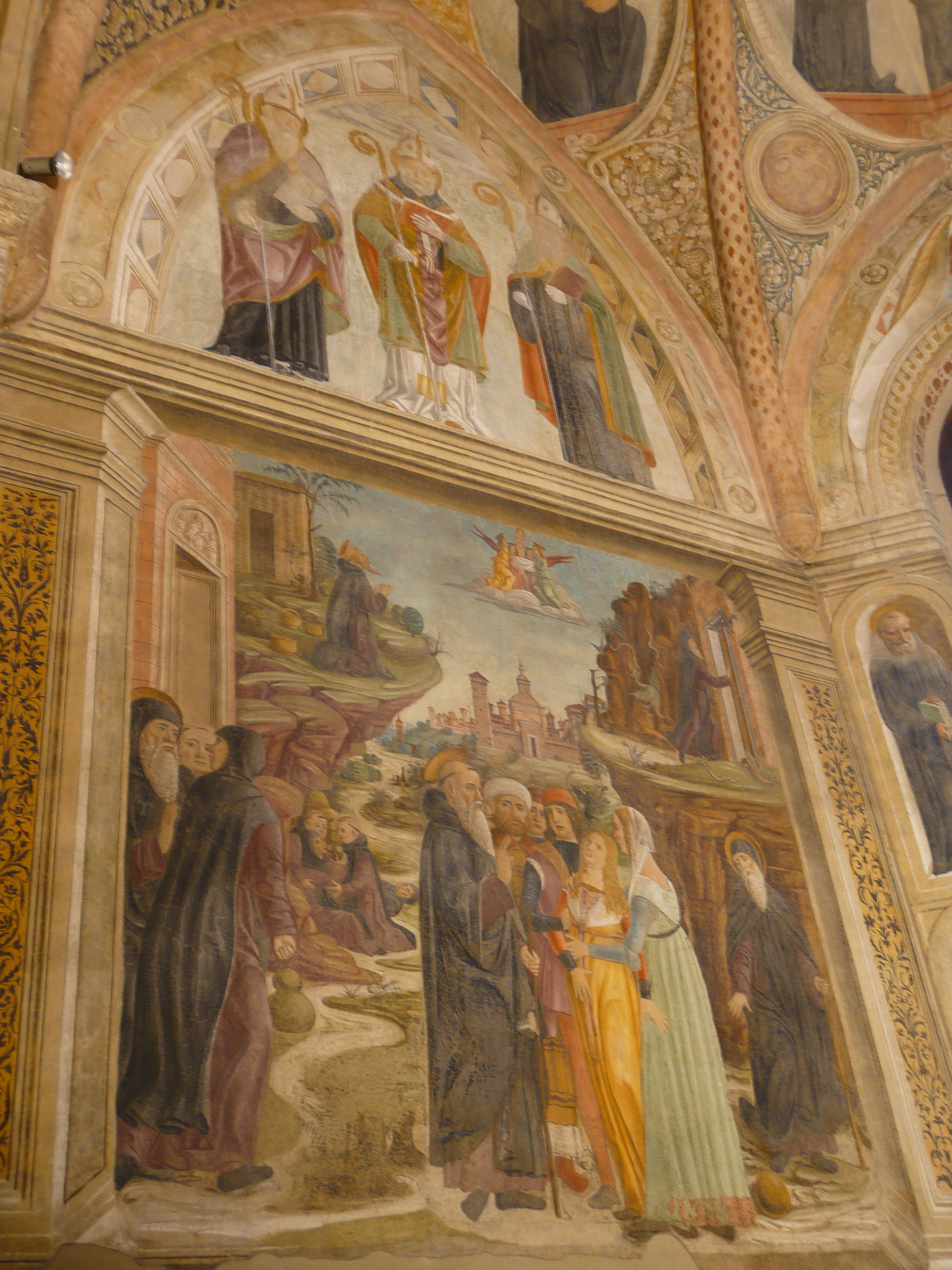
Donato Montorfano, Fresken, Cappella Obiano

#### Kapelle des heiligen Ambrosius oder Grifi-Kapelle
Die Kapelle ist der linke Arm des Querschiffs der Kirche. Die Fresken, die es bedecken, befinden sich in einem schlechten Erhaltungszustand und stellen einen der wichtigsten Zyklen der lombardischen Malerei des 15. Jahrhunderts dar. Die Dekoration wurde von Ambrogio Grifi in Auftrag gegeben, dem apostolischen Protonotar, Ratsmitglied und Arzt am herzoglichen Hof von Ludovico il Moro, der sie als sein eigenes Grabmal wählte. Der Auftrag wurde zunächst Vincenzo Foppa anvertraut, doch nach dessen Ausfall wurde er den Trevigliesern Bernardino Butinone und Bernardino Zenale übertragen, die bereits gemeinsam am Treviglio-Polyptychon und den verlorenen Fresken der Sala della Balla im Castello Sforzesco gearbeitet hatten.
Die Verzierung des Gewölbes besteht im Kern aus einem Schlussstein, auf dem das Antlitz Christi dargestellt ist, umgeben von einem Kreis roter Putten und darunter von einem Kreis betender und musizierender Engel. An den Wänden befinden sich Tafeln mit Renaissance-Architektur, in denen Landschaften mit verschiedenen Episoden aus dem Leben des Heiligen dargestellt sind. Auf der mittleren Wand ist die Erscheinung des heiligen Ambrosius in der Schlacht von Parabiago im Jahr 1339 dargestellt. In der Lünette oben ist der Heilige zu Pferd mit einer Peitsche zu sehen, der der Legende nach den Truppen von Azzo Visconti auf wundersame Weise erschien, um ihnen während der Schlacht Mut zuzusprechen. Die folgende Tafel, die wahrscheinlich die Armeen während des Kampfes darstellen sollte, ist verloren gegangen.
Die rechte und die linke Scheibe zeigen jeweils verschiedene Episoden aus dem Leben des Heiligen auf verschiedenen Ebenen, die vom Vordergrund zum Hintergrund reichen. Auf der linken Tafel ist der Heilige im Vordergrund zu sehen, wie er einem knienden Gläubigen die Taufe spendet, während im Hintergrund noch der heilige Ambrosius zu sehen ist, der auf der Schwelle einer Kirche im Renaissancestil steht und den Kaiser Theodosius I. wegen der von ihm begangenen Verbrechen am Eintritt hindert. Auf der Tafel an der rechten Wand ist der heilige Ambrosius im Vordergrund dargestellt, der auf einer Kathedra sitzt und als Richter einen vom Kerkermeister festgehaltenen Ketzer verurteilt. In der obigen Lünette ist derselbe Ketzer mit verbundenen Augen an einem Seil hängend zu sehen, mit einem Affen an seiner Seite, eine Allegorie der Ketzerei.
In derselben Kapelle kann man den beeindruckenden Realismus der Grabstatue mit der bildhauerischen Darstellung des Leichnams von Ambrogio Grifi, dem Auftraggeber der Fresken, bewundern. Das Grabmal ist das Werk von Benedetto Briosco, einem Anhänger von Giovanni Antonio Amadeo.

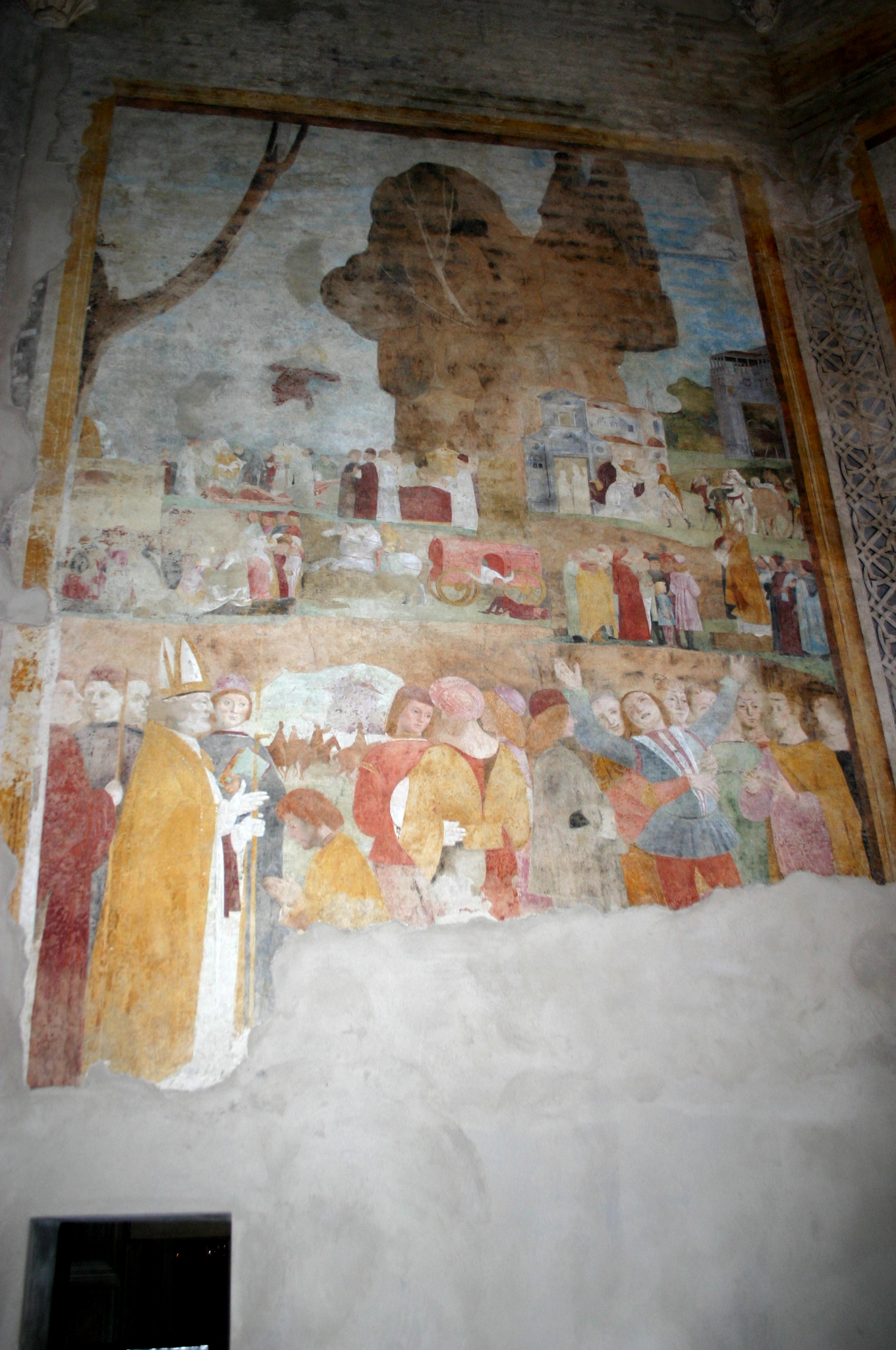
Butinone und Zenale, Geschichten des heiligen Ambrosius, Grifi-Kapelle
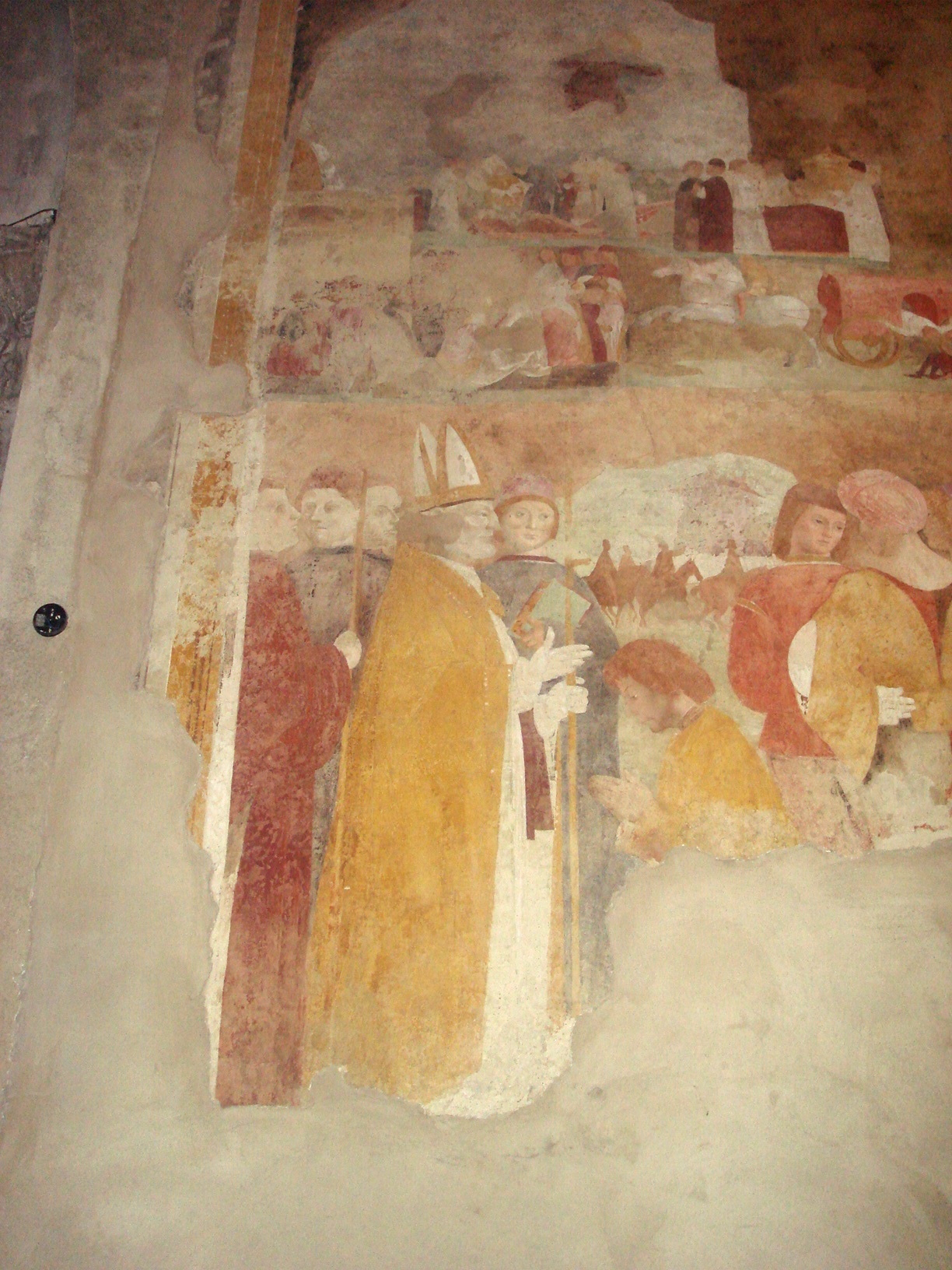
Butinone und Zenale, Geschichten des heiligen Ambrosius, Grifi-Kapelle
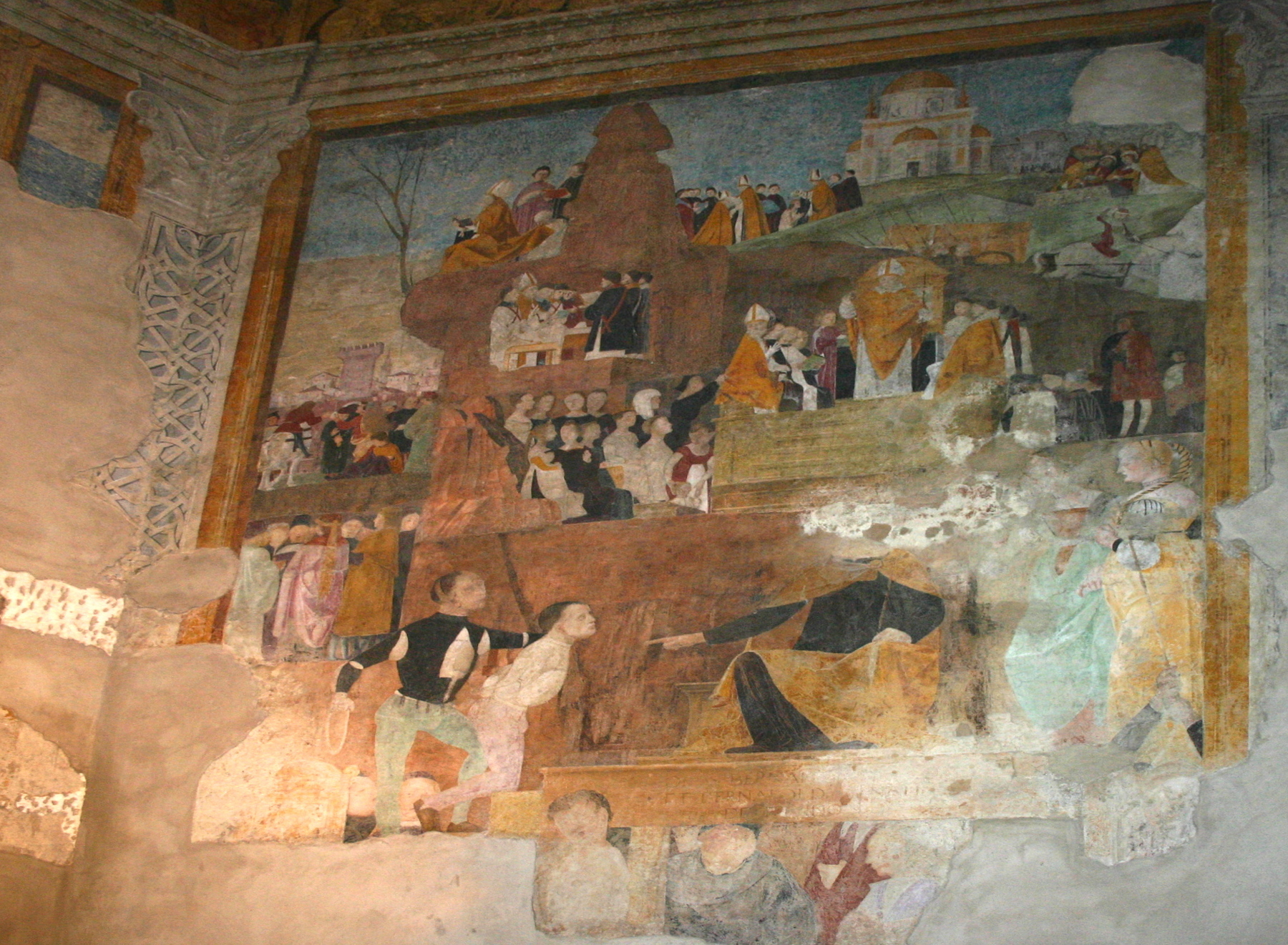
Butinone und Zenale, Der heilige Ambrosius verurteilt einen Ketzer, Grifi-Kapelle
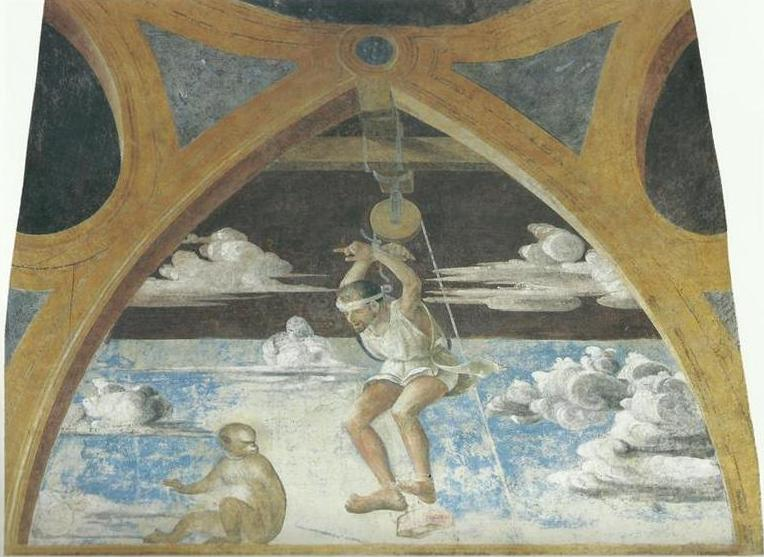
Butinone und Zenale, Der heilige Ambrosius verurteilt einen Ketzer, Grifi-Kapelle
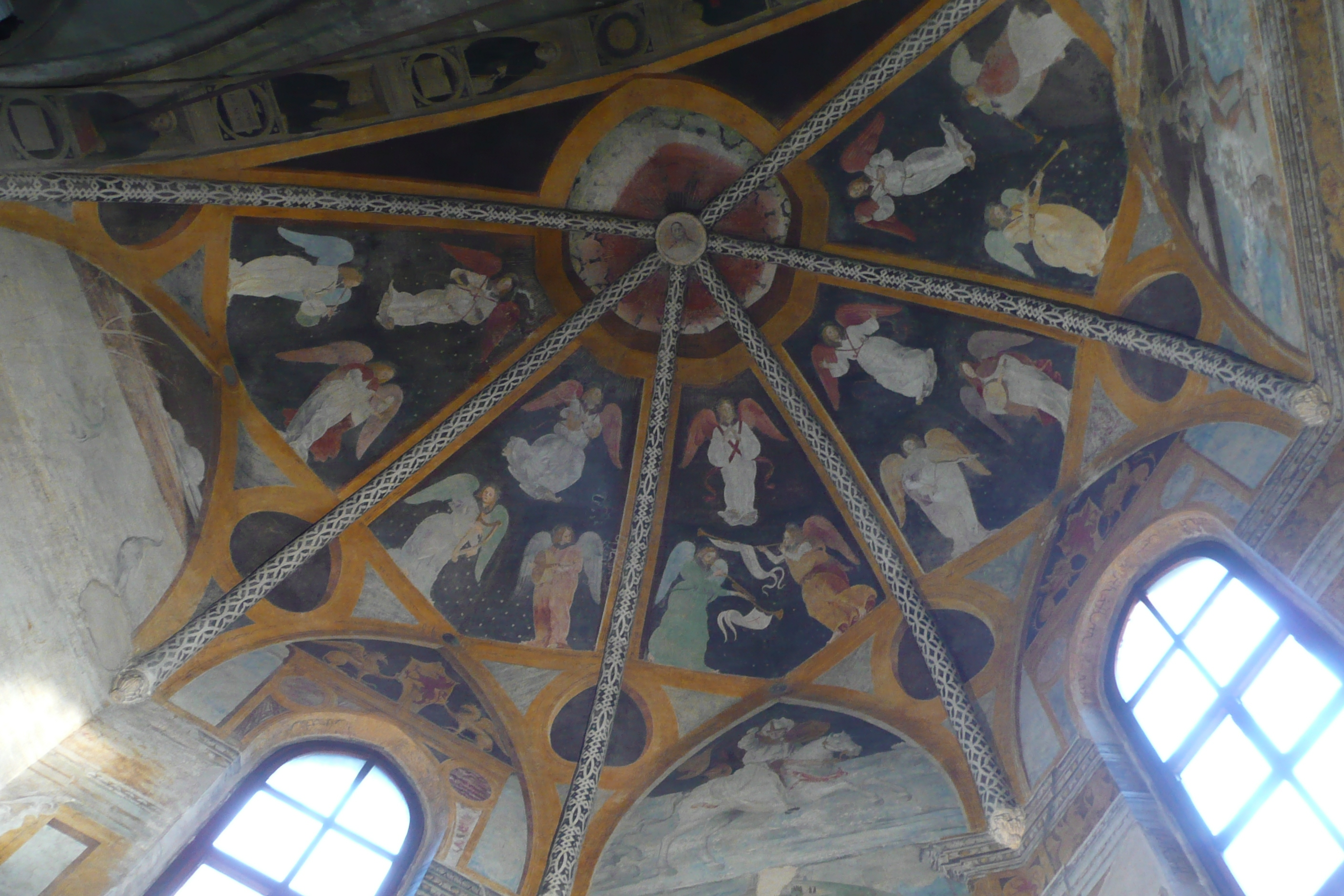
Butinone und Zenale, Fresko an der Decke der Grifi-Kapelle
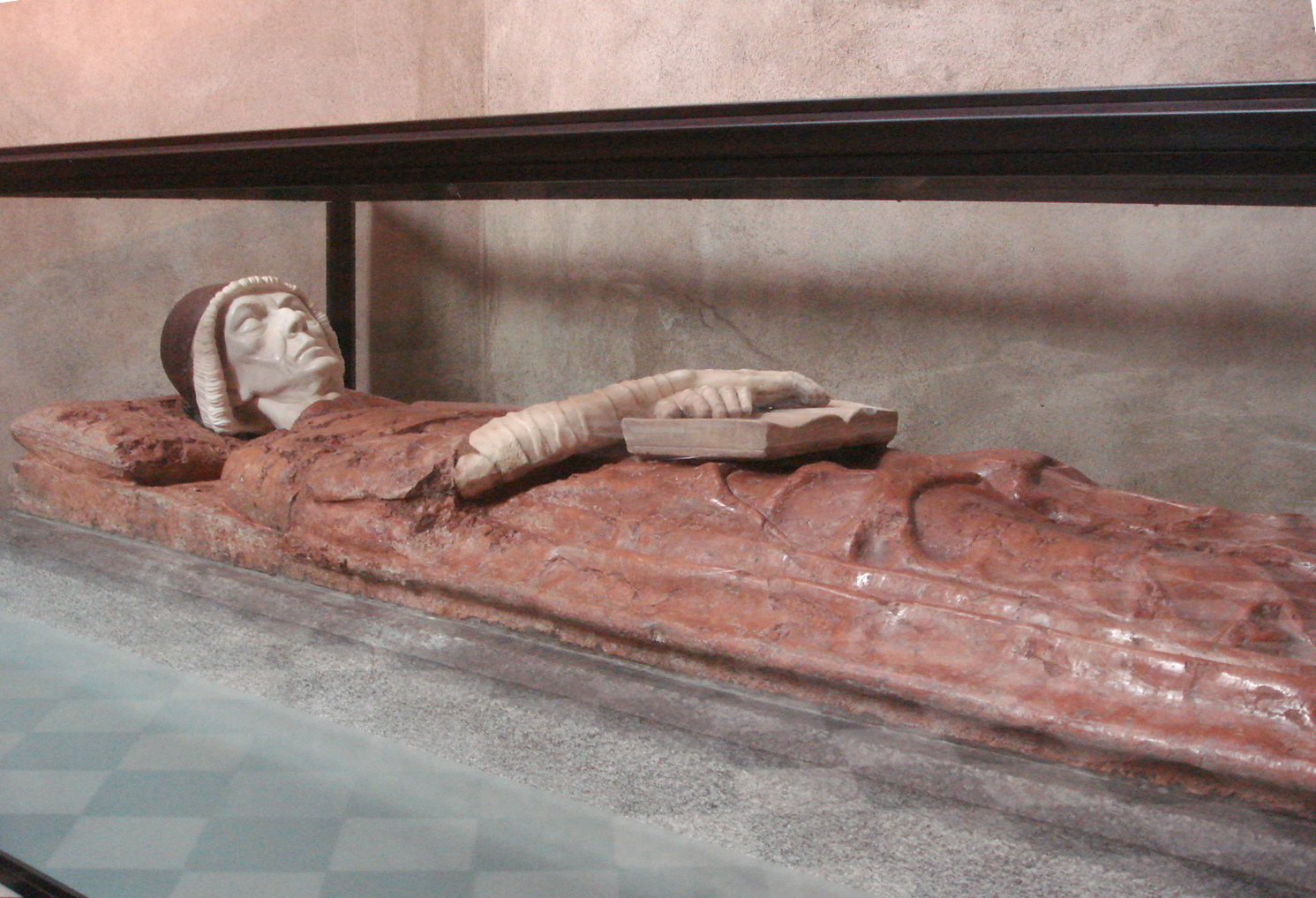
Benedetto Briosco, Grabmal von Ambrogio Grifi († 1493), Grifi-Kapelle

### Orgel
In der Apsis, hinter dem hölzernen Chorgestühl, befindet sich die Orgel. Sie wurde 1956 von der Mailänder Firma Balbiani-Vegezzi Bossi gebaut und verfügt über 12 Register, die auf zwei Manualen und Pedal verteilt sind. Die Spiel- und Registertrakturen sind elektrisch. Der freistehende Spieltisch ist ebenerdig im Chor an der linken Wand aufgestellt. Die Disposition lautet wie folgt:
| I Grand’ Organo C–c4 |    |
| Principale           | 8′ |
| Dulciana             | 8′ |
| Ottava               | 4′ |
| Decima quinta        | 2′ |
| Ripieno              |    |

| II Espressivo C–c4 |       |
| Bordone            | 8′    |
| Viola gamba        | 8′    |
| Concerto viole     | 8′    |
| Flauto armonico    | 4′    |
| Nazardo            | 2 ⁄3′ |
| Vibratore          |       |

| Pedale C–g1 |     |
| Bordone     | 16′ |
| Basso       | 8′  |